# Лугові марійці

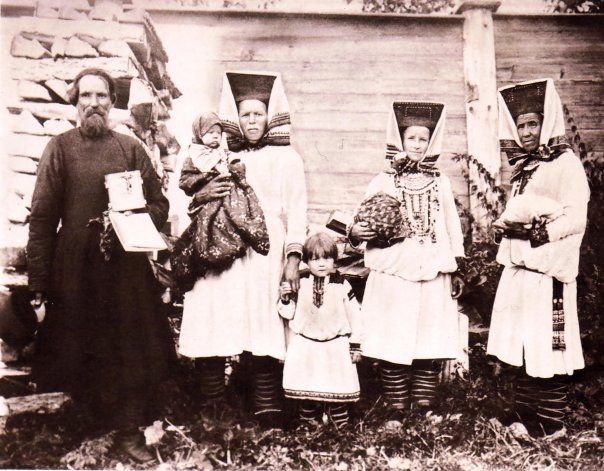
Сім'я Лугових Сорокан марі Царевококшайського повіту. Поч. XX століття

Лугові марійці (Північно-східні марійці ; лукомар. Олык марий) — найчисленніша етнолінгвістична група марійців.

## Чисельність
Разом зі східними марійцями становлять узагальнену етнічну групу «лугово-східні марійці». Збереглася єдина лугомарійська мова. За даними Всеросійського перепису населення 2002 року всього як лугові (лугово-східні) марійці себе ідентифікували 56 119 чол. з 604 298 марійців (або 9 % від них), у тому числі як «лугові марійці» (олык марий) — 52410 чол. як власне «лугово-східні марійці» — 3333 чол. «східні марійці» (східні (уральські) марійці) — 255 чол, Що загалом свідчить про усталену традицію (відданість) називати себе єдиною назвою народу — «марійці».
За деякими оцінками, чисельність лугових (лугово-східних) марійців становить близько 580 000 осіб із понад 700 000 марійців (понад 80 % від загальної кількості).

## Історія
Формування етнографічної групи відбулося в IX—XVI ст. у зоні компактного розселення марійців, переважно в межиріччі Великої Кокшаги та Вятки. Основу цієї групи склали територіальні земляцькі союзи, що оселилися у Ветлужсько-Вятському межиріччі та ідентифікували себе за назвами річок. У процесі багатовікового спільного проживання, під впливом тісних контактів з удмуртами та комі, а також Татарами, Чувашами й росіянами, сформувалися спільні, відмінні від гірських марійців, риси в мові, господарській діяльності, побуті, способі життя, психологічному складі та менталітеті.
У процесі розселення марійців у Ветлужсько-Вятському межиріччі з південного заходу на північний схід вздовж приток Волги та Вятки відбувалося формування локальних етнотериторіальних груп. У XIV—XV ст. адміністрація Золотої Орди та Казанського ханства, прагнучи розширити свій політичний та економічний вплив серед лугових марійців, враховуючи усталені між ними господарські зв'язки та культурно-побутові особливості, включила їх до складу трьох адміністративно-фіскальних територіальних утворень (даруг): Галицької, Алатської та Арської. Кожна з них поділялася на сотні-волості, у межах яких існували власні територіальні мікрогрупи.